# Каскад (спецподразделение)
«Каскад» — оперативно-разведывательный боевой отряд КГБ СССР, созданный 18 июля 1980 года для участия в спецоперациях в Афганистане.

## История
Оперативно-разведывательный боевой отряд «Каскад» был сформирован постановлением ЦК КПСС и СМ СССР за № 615-200 от 18 июля 1980 года. Костяк отряда составляли  бойцы Краснодарского и Алма-Атинского полков и Ташкентского батальона ОБрОН, а так же из бывших бойцов ОСН Зенит и спецрезервистов  КГБ СССР из состава  выпускников КУОС. Задачи и функции отряда были определены приказом председателя КГБ СССР №00100 от 22 июля 1980 года и включали в себя:
- оказание помощи афганцам в создании органов безопасности на местах;
- организация агентурно-оперативной работы против существовавших бандформирований;
- организация и проведение специальных мероприятий против наиболее агрессивных противников существовавшего афганского народного режима и СССР.

Всего в состав отряда «Каскад» входило около тысячи человек. Структурно отряд состоял из управления, штаба и восьми боевых спецгрупп — «Урал» (дислокация Кабул), «Кавказ» (дислокация Кандагар), «Карпаты» (дислокация Герат), «Карпаты-1» (дислокация Шинданд), «Тибет» (дислокация Джелалабад), «Север-1» (дислокация Мазари-Шариф), «Север-2» (дислокация Кундуз) и «Алтай» (дислокация Газни).
Всего в Афганистане с июля 1980 года по апрель 1984 года действовало пять спецподразделений «Каскад»: «Каскад-1» (6 месяцев), «Каскад-2» (6 месяцев), «Каскад-3» (9 месяцев), «Каскад-4» (1 год) и отряд «Омега» (1 год). Командиром первых трех «Каскадов» был генерал-майор А. И. Лазаренко, «Каскад-4» возглавил полковник Е. А. Савинцев, все они являлись сотрудниками внешней разведки КГБ СССР. За время действий в Афганистане отряд потерял убитыми 6 офицеров. Осенью 1980 года в подчинение отряда «Каскад»  был передан ОСН «Кобальт» МВД СССР. В отряде «Кобальт» было 600 сотрудников — офицеров МВД СССР. В 1983 году отряд «Каскад» был заменён отрядом «Омега», руководил которым полковник В. И. Кикоть.

## Командование

### Командиры
- Лазаренко, Александр Иванович (1980—1982)
- Савинцев, Евгений Александрович (1982—1983)

### Начальники штаба
- Поляков Алексей Константинович (1980—1981)
- Богданович Владимир Владимирович (1981)
- Сопряков Вадим Николаевич (1981—1982)
- Ким Виктор Николаевич (1982—1983)

## Использование названия
Во время вторжения России на Украину провластные СМИ пиарили деятельность подразделения резервистов «Каскад», участниками которого называли себя депутаты-единоросы.